# Darunavir

Estructura de darunavir

Darunavir (DRV) es un fármaco antirretroviral que se emplea para el tratamiento de la infección por el virus de la inmunodeficiencia humana de tipo 1 (VIH-1). Fue aprobado por la Administración de Alimentos y Medicamentos (FDA )en junio del 2006 y por la Agencia Europea de Medicamentos( EMA) en febrero del 2007, y es comercializado por Janssen-Cilag desde septiembre de 2007.
Se incluye dentro del grupo de inhibidores de la proteasa viral del VIH-1 y es uno de los fármacos de uso preferente en las principales guías de tratamiento para pacientes que no han tenido tratamiento antirretroviral previo. A pesar de que se ha probado que la supresión viral con tratamiento antirretroviral eficaz reduce sustancialmente el riesgo de transmisión sexual, no se puede excluir un riesgo residual. Se deben tomar precauciones, conforme a las directrices nacionales, para prevenir la transmisión.

## Presentación y posología e indicaciones
Darunavir, coadministrado con dosis bajas de ritonavir, está indicado para el tratamiento de pacientes con infección por el VIH-1 en combinación con otros medicamentos antirretrovirales. Darunavir 800 mg comprimidos puede utilizarse para proporcionar adecuadas pautas posológicas para el tratamiento de la infección por el VIH-1 en pacientes adultos y pediátricos a partir de los 12 años de edad y con al menos 40 kg de peso corporal que son:
• No haber tenido un tratamiento antirretroviral previo (TARV).
• Previamente tratados con medicamentos ARV sin mutaciones asociadas a resistencia a darunavir (DRV-RAMs (V11I, V32I, L33F, I47V, I50V, I54M, I54L, T74P, L76V, I84V y L89V), con una carga viral plasmática < 100.000 copias/ml y un recuento de linfocitos CD4+ ≥ 100 células x 106/l. A la hora de decidir iniciar el tratamiento con darunavir en pacientes previamente tratados con TARV, la prueba genotípica debería dirigir el uso de darunavir.
En todos los otros pacientes previamente tratados con TARV o que la prueba genotípica para VIH-1 no esté disponible, la dosis de la pauta posológica recomendada es 600 mg dos veces al día tomados con ritonavir 100 mg dos veces al día tomados con alimento.
El medicamento se presenta en forma de comprimidos recubiertos de película de 75 mg, 150 mg, 400 mg, 600 mg y 800 mg y suspensión oral 100 mg/ml. El medicamento debe administrarse siempre por vía oral junto con dosis bajas de ritonavir como potenciador farmacocinético y en combinación con otros medicamentos antirretrovirales.
Cuando se administra en ayunas, la biodisponibilidad relativa de darunavir en presencia de una dosis baja de ritonavir es un 30% menor que cuando se administra con comida. Por tanto, se indica a los pacientes que tomen el ritonavir dentro de los 30 minutos después de terminar una comida. La suspensión oral de darunavir puede ser utilizada en pacientes con dificultad para tragar los comprimidos.

## Características
Darunavir es un inhibidor de la dimerización y de la actividad catalítica de la proteasa del VIH-1.  Está demostrado que los virus resistentes a la mayor parte de los inhibidores de proteasas siguen siendo sensibles a darunavir.
La semivida de eliminación terminal de darunavir es de aproximadamente 15 horas cuando se combina con ritonavir.

## Efectos secundarios
Las reacciones adversas más frecuentes notificadas en los ensayos clínicos y de forma espontánea son diarrea, náuseas, exantema, dislipemia, cefalea y vómitos. Las reacciones adversas más frecuentes de carácter grave son insuficiencia renal aguda, infarto de miocardio, síndrome de reconstitución inmune, trombocitopenia, osteonecrosis, diarrea, hepatitis y pirexia.

## Interacciones
No se recomienda combinar con medicamentos inductores de la actividad del CYP3A, ya que aumenten la eliminación de darunavir y ritonavir, lo cual, causaría una reducción de las concentraciones plasmáticas de darunavir y ritonavir (p.ej., rifampicina, hierba de San Juan, lopinavir).
Tampoco se recomienda combinar medicamentos inhibidores del CYP3A, ya que puede reducir la eliminación de darunavir y ritonavir y por lo tanto, aumentar sus concentraciones plasmáticas (p.ej., indinavir, azoles sistémicos como ketoconazol y clotrimazol).